# Micrathena schreibersi
Micrathena schreibersi es una especie de araña araneomorfa del género Micrathena, familia Araneidae. Fue descrita científicamente por Perty en 1833.
Habita desde Nicaragua hasta Brasil. Esta especie también se encuentra en Ecuador, Colombia, Costa Rica, Perú, Trinidad y Tobago, Guyana, Venezuela, Surinam y Guayana Francesa. Está ampliamente distribuida en América Central.
Las hembras de Micrathena schreibersi son de gran tamaño y poseen colores brillantes. Se sabe que la gran mayoría de hembras adultas tienen un peso estimado de 180,8 miligramos y miden 11,7 mm de longitud; los machos tienden a ser de menor tamaño. El abdomen presenta un color amarillento con márgenes oscuros y es triangular, además posee 10 tipos de espinas que resaltan y presentan diversas tonalidades (negro, blanco o rojo). Asimismo, estas tejen (la tela) durante el transcurso del día y la consumen al anochecer. Se cree que este tipo de arañas permanecen en un mismo sitio durante semanas.
Un estudio realizado en la isla Barro Colorado, en Panamá, demostró que Micrathena schreibersi solo aparece desde julio hasta diciembre.